# Cinesica
La cinesica (dal greco kinesis, movimento) è la scienza che studia il linguaggio del corpo. Il termine cinesica venne ideato dall'antropologo americano Ray Birdwhistell negli anni cinquanta del XX secolo.
Lo zoologo Desmond Morris definì il gesto come 
(Desmond Morris)
Falsificare il linguaggio del corpo è praticamente impossibile in quanto bisognerebbe avere la consapevolezza di tutti i muscoli del corpo in ogni singolo istante, per questo ci svela molto più di quanto non vorremmo rivelare su noi stessi.
Un osservatore attento noterà infatti una discordanza se il linguaggio del corpo e le parole pronunciate non sono sulla stessa ”linea d'onda”, cioè in accordo.

## Storia della cinesica
Il linguaggio corporeo è stato studiato approfonditamente solo dagli anni sessanta, sebbene studiosi di antropologia sociale ritengano che fosse già presente nella preistoria per sopperire alla mancanza del linguaggio verbale. Già Charles Darwin aveva intuito l'importanza di questo tipo di comunicazione. Nel 1872 pubblicò L'espressione delle emozioni nell'uomo e negli animali. Quest'opera diede la nascita alle moderne ricerche sulle espressioni facciali. Con gli anni tutte le teorie proposte da Darwin furono confermate mediante studi scientifici.
Nel 1971, Albert Mehrabian, studioso di psicologia sociale alla University of Los Angeles (UCLA), è stato uno dei primi ad interessarsi all'efficacia dei messaggi verbali e non verbali ed ha elaborato un modello valido tutt'oggi. Il suo studio evidenzia i tre elementi alla base di qualunque atto di comunicazione: il linguaggio del corpo, la voce e le parole. Quando i tre elementi non sono allineati e congrui gli uni con gli altri, noi percepiamo il significato di ogni messaggio che ci giunge in questa percentuale:
- il 7% verbale, cioè ricavato dalle parole;
- il 38% vocale, elementi del parlato quali inflessioni dei toni, timbro e ritmo;
- il 55% non verbale, tutto ciò che deduciamo dal linguaggio visivo del corpo (gesti, posture e mimica facciale).

Quindi, quando un linguaggio non è allineato per qualche motivo, menzogna, disagio o altro, il 93% di un nostro messaggio viene segnalato dal nostro corpo e non dal significato puro delle nostre parole.
È stato riscontrato che parte del linguaggio corporeo è universale, ad esempio ogni cultura adotta la stessa mimica facciale per esprimere in modo spontaneo le emozioni principali (rabbia, tristezza, paura, ecc.), per cui si pensa che siano gesti geneticamente prestabiliti da spinte evolutive derivate dal nostro passato animale. Per esempio scoprire i denti e dilatare le narici sono gesti universali per avvertire che siamo pronti ad attaccare o a difenderci; la dilatazione delle narici ci porta ad iperossigenare prima dello scatto. Un altro esempio è il gesto delle “spallucce” normalmente tradotto con non si sa quello che l'interlocutore sta domandando. Questo gesto può essere diviso in tre componenti:
- l'alzata di spalle, per proteggere la gola da eventuali attacchi;
- i palmi aperti, per mostrare che non si hanno armi in mano;
- la fronte corrugata, gesto universale di sottomissione.

## Leggere e comprendere il linguaggio corporeo
Per decifrare il linguaggio corporeo James Borg ed Allan Pease hanno proposto la “regola delle tre c”:
- Complesso: i gesti si combinano in gruppi o insiemi, un gesto in sé può non rispecchiare l'atteggiamento generale.  Può essere un errore prendere in considerazione un singolo gesto, se una persona si gratta il naso può mentire ma se non è inserito in un contesto il gesto può non significare niente.
- Coerenza: osservare la coerenza fra messaggi verbali e non verbali. Quando c'è discordanza fra messaggio orale e messaggio corporeo si fa affidamento solo sull'ultimo. Freud, mentre analizzava una paziente che descriveva il suo matrimonio come felice,  notò che la donna sfilava e infilava la fede dal dito, chiaro sintomo di stress.
- Contesto: Se un uomo siede con le gambe incrociate, il viso rivolto verso il basso, le braccia conserte con le mani nascoste sotto le ascelle, sintomo di un atteggiamento difensivo, in una notte fredda, significherà soltanto che si vuole riscaldare.

## La fisiologia del linguaggio corporeo
Il linguaggio del corpo deriva dai nostri pensieri ovvero:
Un pensiero negativo crea emozioni negative che innescano reazioni fisiche e che quindi portano ad un comportamento che esprime tale stato d'animo.
L'area corticale del cervello crea i pensieri attivando i neuroni che portano il messaggio fino al sistema limbico addetto alle emozioni. Qui il messaggio viene portato al surrene. Esso stimola organi che immettono sostanze che, raggiunta l'ipofisi, attivano la produzione di ormoni dello stress fra cui la noradrenalina, l'adrenalina e alcuni corticosteroidi.
Questi ormoni causano numerose sensazioni di disagio fra cui:
- Bruciore gastrico: dovuto alla produzione di acido cloridrico da parte dello stomaco senza cibo da digerire;
- Tremore: I muscoli, contraendosi, portano a una mancanza della coordinazione muscolare;
- Irregolarità respiratoria dovuta alla contrazione dei polmoni;
- Aumento della sudorazione di mani ascelle e fronte: per l'aumento di pressione e relativo tentativo di contrasto da parte delle ghiandole sudoripare;
- Gola e bocca secche per diminuzione di produzione salivare;
- Rossore e vampate di calore per aumentato afflusso di sangue.

Gli effetti degli ormoni dello stress si verificano anche sul cervello.
Gli ormoni dello stress alterano la normale trasmissione neuronale con conseguente mancanza di lucidità e difficoltà a ricordare le cose.
I neurotrasmettitori sotto la presenza degli ormoni dello stress interferiscono con le trasmissioni delle informazioni al cervello. Inoltre la scarsa mancanza di ossigeno dovuta all'irregolarità respiratoria riduce l'apporto dell'ossigeno stesso al cervello,  facendone perdere l'efficienza.

## Parti del corpo

### Lo sguardo
Lo sguardo è la comunicazione espressiva del volto centrata sulla regione degli occhi.

#### Gli occhi
Lo stato di eccitazione porta ad una dilatazione della pupilla di quattro volte superiore al normale. Al contrario, in uno stato d'animo negativo la pupilla si restringe.
Eckhard Hess, ex direttore del dipartimento di psicologia della University of Chicago ed uno dei primi studiosi a dedicarsi alla pupillometria, ha scoperto una correlazione tra dimensione della pupilla e stato di attenzione generale di un soggetto. Questa aumenta quando c'è qualcosa di stimolante. Hess ha scoperto che le pupille degli eterosessuali si dilatano alla vista di modelli del sesso opposto e si contraggono quando vedono un individuo dello stesso sesso. L'aumento della dimensione pupillare è anche correlato all'attività mentale del ‘problem solving’ e che ha il suo massimo picco quando il soggetto trova la soluzione.  L'allargamento e il restringimento della pupilla ci è inconsciamente noto, infatti noi in uno sguardo cerchiamo i segnali della pupilla per capire le reazioni positive o negative;  tradizionalmente gli occhi con l'iride più chiara piacciono di più perché  si riesce a notare meglio l'allargamento e il restringimento pupillare.
Contrariamente a quanto si pensa, la maggior parte di noi è convinta che chi mente volga gli occhi altrove. 
Studi del professore Paul Ekman della University of California rivelano che molti truffatori utilizzano questa tecnica al contrario, e mentono abusando del contatto oculare. Un esperimento condotto nel corso di un seminario da James Borg, psicologo del lavoro specializzato in comunicazione interpersonale, ha rivelato quanto sia diffusa questa ovvietà.
Ad una donna è stato dato un mazzo di carte da gioco e le è stato chiesto di mentire sporadicamente al relatore circa il loro valore. Egli si è accorto delle menzogne proprio in base allo sguardo prolungato che essa gli rivolgeva quando mentiva, con evidente intento di dimostrarsi sincera.
James Borg sostiene che quando si dice il falso il battito palpebrale può aumentare, questo perché nella menzogna si produce un'accelerazione a livello fisiologico.

#### Le microespressioni
Il sistema FACS (Facial Action Coding System) codifica tutte le contrazioni muscolari che compongono le espressioni del volto (più di 10.000 in totale); quando queste si manifestano e svaniscono nell'arco di una frazione di secondo (fino a 1/25 di secondo) sono definite come “Microespressioni”. Emozioni sincere innescano reazioni immediate che automaticamente esprimiamo come espressioni del volto; queste poi vengono bloccate consciamente nel tentativo conscio di controllarsi, ma con un lieve ritardo che provoca una fuga di informazioni. Queste microespressioni fulminee possono essere viste con strumenti dotati di fermo immagine o di ralenti, data la loro velocità, oppure a occhio nudo da persone opportunamente addestrate.

#### Il sorriso
All'inizio del diciannovesimo secolo Guillaume Benjamin-Amand Duchenne  studiò la muscolatura facciale dell'uomo conducendo esperimenti su persone paralizzate o su ghigliottinati. Individuò così due gruppi di muscoli responsabili del sorriso: il grande zigomatico e l'orbicolare dell'occhio. 
I primi collegano gli zigomi ai lati della bocca e contraendosi svolgono un trazione laterale su di essa facendo salire le guance e determinando l'esposizione dei denti, i secondi circondano l'occhio.
Lo studioso notò che i primi muscoli sono volontari mentre i secondi non possono essere controllati volontariamente. Successivi studi ulteriori hanno puntualizzato che in realtà solo una parte del muscolo orbicularis oculi è involontario e che una piccola percentuale di persone è comunque in grado di contrarlo volontariamente. Questo è uno dei punti di partenza da cui il professor Paul Ekman della University of California e Wallace V. Friesen della University of Kentucky hanno messo a punto un sistema di codificazione dei movimenti facciali. I veri sorrisi sono generati dalla parte inconscia del cervello e quindi sono automatici. I due professori hanno così creato il sistema di codifica delle espressioni facciali (FACS), un sistema di decodificazione dei movimenti facciali, dando al sorriso spontaneo il nome di “sorriso di Duchenne“ in onore all'operato del neurofisiologo francese.
- I sorrisi sinceri, oltre a coinvolgere gli occhi, sono più lenti a manifestarsi e a sparire, presentando una simmetria laterale.
- I sorrisi sociali (quelli prodotti volontariamente) invece sono di minore durata e spesso sono asimmetrici.

Il sorriso denota sottomissione, comunica il messaggio: ”non sono una minaccia”. E nell'uomo in particolare comunica un invito ad accettarci a livello personale.
Altra caratteristica del sorriso è che quando lo vediamo siamo chimicamente predisposti a ricambiarlo. Ruth Campbell docente all'università College London ritiene che questo sia dovuto ai neuroni specchio che determinano una reazione immediata di imitazione.
Una capacità del sorriso è quella di attivare le endorfine che alleviano lo stress, esercitano un effetto tranquillante e rafforzano le difese immunitarie. Quindi siamo attratti dai volti sorridenti che influenzano il sistema nervoso e nello stesso modo tendiamo a schivare i soggetti che hanno gli angoli della bocca rivolti verso il basso, tipici di chi è infelice o infuriato.

### Le mani
È scientificamente provato che il cervello ha maggiori connessioni con le mani che con qualsiasi altra parte del corpo.
Sfregare i palmi è sintomo di un'aspettativa allettante e la sua velocità indica quanto beneficio si otterrà. Più le mani andranno veloci più beneficio andrà ad un ipotetico interlocutore, più queste andranno lente più il beneficio andrà a chi compie il gesto.
Le mani a guglia sono un gesto che viene comunemente adottato dai superiori quando danno istruzioni ai subalterni, è un comune gesto di autocompiacimento e di arroganza.
I pollici in mostra sono sintomo di sicurezza in se stessi, possono uscire dalle tasche, possono essere mostrati mentre si incrociano le mani, segno che stravolge il significato comune delle braccia incrociate.
Il toccarsi o stropicciarsi il naso, la bocca, grattarsi il collo oppure l'orecchio in relazione ad altri segnali corporei, possono generalmente essere indizi di menzogna, una volta verificato che non fanno parte della normale gestualità del soggetto. 
La Smell and Taste Treatment and Research Foundation of Chicago ha scoperto che quando si mente si liberano catecolamine, sostanze che determinano il gonfiore dei tessuti nasali. Grazie a telecamere interne gli scienziati hanno dimostrato che quando si mente la pressione sale e l'afflusso di sangue aumenta portando ad un formicolio del naso e quindi alla conseguente sensazione di prurito in tale zona. 
Sono molti i movimenti del corpo espressi dalle mani, fra questi uno dei meno palesi ma di grande efficacia è quello dei palmi. I gesti più comuni del palmo sono:
- Palmo verso l'alto;
- Palmo verso il basso;
- Pugno con il dito puntato.

Allan Pease, psicoterapeuta esperto in comunicazione e linguaggio del corpo, ha condotto un esperimento con otto diversi oratori. Questi hanno tenuto una serie di discorsi di una decina di minuti ciascuno con un pubblico sempre diverso. Agli oratori è stato chiesto di usare questi tre gesti durante i loro discorsi. Dallo studio è emerso che gli oratori che usavano maggiormente i palmi verso l'alto hanno ottenuto 84% dei consensi da parte del pubblico, il 52% invece quando pronunciavano il medesimo discorso tenendo i palmi verso il basso e solo il 28% quando usavano il pugno chiuso con il dito puntato. Infatti tradizionalmente il palmo è un gesto non minaccioso e indica la mancanza di armi (questo gesto si è poi evoluto nel palmo sul cuore, usato nei giuramenti). Il palmo rivolto verso il basso indica un gesto di autorità e può addirittura scatenare gesti di antagonismo (il gesto più famoso è il saluto nazista durante il Terzo Reich). Infine la mano chiusa con il dito puntato è un pugno in cui il dito viene usato come mazza, ed è uno dei gesti più  irritanti che si possano usare.
La stretta di mano è un altro gesto importante. Questa risale alle tribù primitive che quando si incontravano si davano la mano per mostrare che non nascondevano nulla. Nell'antica Roma si nascondevano spesso i pugnali nelle maniche e questo gesto, in questo periodo allungato alla presa degli avambracci, veniva attuato per tutelare la propria incolumità. Ancora oggi la stretta di mano è un'usanza per salutare persone ed è rivelatore di predominio, sottomissione e uguaglianza a seconda della potenza della stretta stessa.

### Le braccia
Il 15% delle connessioni nervose totali va alle braccia.
Nasconderci è un gesto che comunemente facciamo fin dall'infanzia, un bambino sgridato va a nascondersi dietro le gambe della mamma. Crescendo questo comportamento si affina e verso i sei anni iniziamo già ad adottare le braccia incrociate come forma di difesa. Nell'adolescenza il gesto viene espresso con le gambe ed infine nell'età adulta incrociamo solo un braccio per creare una barriera fra noi e il soggetto della nostra preoccupazione. Di solito le braccia vengono incrociate all'altezza del cuore o dei polmoni aree che riteniamo vitali e quindi più delicate.
Una posizione è quella della “presa delle braccia” in cui le mani afferrano le braccia per sostenere e coprire al contempo la parte inferiore del corpo. Questa posizione è un modo di trarre conforto e riecheggia gli abbracci materni. Una variante a questa posizione è quella fatta con un solo braccio che va ad afferrare l'incavo del gomito, il significato è sempre quello di rassicurazione.
Questi sono noti come gesti di auto conforto, gesti dislocati che il soggetto applica a se stesso.
Le insicurezze invece sono manifestate con altri movimenti comuni come quello di toccarsi il braccialetto, l'orologio, sistemarsi i gemelli, giocherellare con la cartellina o la borsetta e qualsiasi altro gesto che porti involontariamente a creare una barriera difensiva.
Anche quando si è seduti si ricorre a queste “barriere”, talvolta create anche dalle braccia stesse. Chi invece sta seduto dritto con le braccia lungo i braccioli della sedia dà un'impressione di sicurezza, potere e dà un'immagine di forte integrità.

### Le gambe
Nell'uomo le gambe si sono evolute per due funzioni principali, aiutarci a prendere cibo e scappare dai pericoli. Queste due funzionalità sono insite nel nostro cervello anche se in maniera inconscia. Le gambe vanno quindi a rivelare dove una persona voglia andare.
Ci sono quattro posizioni principali in cui si possono mettere le gambe partendo da una posizione eretta.
- Sull'attenti: questa posizione è principalmente neutrale e non vi è interesse né ad andare via né a restare.
- A gambe divaricate: questa posizione ricorda quella inguinale dell'uomo, ed è come piantare formalmente i piedi a terra per far capire che non si ha intenzione di andare via. Abitualmente indica un atteggiamento di apertura e di predominio.
- Il piede in avanti: il peso è spostato sull'anca questo porta un piede a spostarsi in avanti. Nei tempi passati questa posizione serviva a mostrare le brache e le calze di buona qualità. È possibile che il piede punti nella direzione dell'uscita e in questo caso le intenzioni sono chiare di un uomo che vuol terminare la conversazione.
- A gambe incrociate:  questo di solito è il comportamento che tengono le persone quando sono circondate da sconosciuti. Accompagnata anche dalle braccia conserte questa posizione indica chiusura, sottomissione o difesa. Nella donna questa posizione esprime voglia di restare, e al contempo accesso negato. Nell'uomo, oltre ad esprimere voglia di restare, si ritiene che sia anche indice di protezione nell'atto di difesa della zona genitale.

### Il corpo
Come il corpo è orientato rispetto ad un'altra persona è indice del suo stato d'animo e delle sue decisioni nell'immediato futuro.
Quando due animali vogliono attaccare si pongono uno di fronte all'altro, posizione di aggressione. Quando invece questi vogliano solo studiarsi a vicenda si accosteranno l'uno a lato dell'altro in una posizione non aggressiva.
La medesima cosa accade nell'uomo. Una posizione aperta è quella di due persone che parlano orientando il corpo a 45° l'uno dall'altro, formando così un angolo di 90°. Una posizione viene percepita aggressiva quando un soggetto si pone di fronte sebbene l'altro sia orientato a 45°. In questo modo si creerà un atteggiamento di circospezione che non favorirà di certo il dialogo.
Da seduti si verificano gli stessi eventi, se due persone sono interessate l'una all'altra incroceranno le gambe nella medesima direzione mentre, se l'interesse non è corrisposto uno avrà facilmente le gambe orientate verso una via di fuga.

## La prossemica
La prossemica (ulteriore canale della CNV assieme alla paralinguistica, la digitale/aptica, e olfattiva), a differenza della cinesica che studia la gestualità del corpo, è lo studio del comportamento spaziale. Esistono molti libri e articoli sulla territorialità animale,  il leopardo ha un suo territorio che va dagli 8 ai 63 km quadrati segnalato con odori come segnale di possesso. Si è scoperto che anche l'uomo ha e difende un suo territorio.
Edward Hall, antropologo statunitense, è stato uno dei primi a studiare le esigenze spaziali dell'uomo. Questa branca, creata da Hall agli inizi degli anni sessanta si chiama prossemica. Il territorio è anche definito quell'area o zona che circonda una persona e che può essere definita come una sua estensione. Questa zona negli animali dipende dalla popolazione presente, l'area del leopardo varierà a seconda della presenza di altri della sua specie in quell'area. Lo stesso vale per l'uomo che si porta dietro un territorio proprio di spazio noto come spazio personale. I giapponesi, a causa dei problemi dovuti al sovraffollamento, avranno uno spazio personale diverso da un'altra popolazione abituata a maggiori spazi. 
Lo spazio personale medio degli stati come Europa, Nord America, Australia, Nuova Zelanda, è:
- Zona Intima: 15–46 cm dal corpo, la zona che l'uomo reclama come propria e difende, accessibile solo da chi è vicino dal punto di vista emozionale.
- Zona Personale: 46–122 cm. Distanza che teniamo nelle funzioni sociali o alle riunioni.
- Zona Sociale: 122–360 cm. Distanza a cui teniamo gli estranei.
- Zona Pubblica: 360-in poi. Zona a cui ci teniamo quando ci troviamo in folto gruppo di persone.

Le differenze culturali influenzano molto il nostro spazio personale. 
Ad esempio i giapponesi hanno spazi inferiori rispetto ad altre culture.  In una conversazione con un inglese un giapponese automaticamente si porterebbe alla distanza che è solito usare con i suoi connazionali. L'inglese, dato che ha uno spazio personale maggiore, potrebbe essere infastidito dal suo comportamento e, arretrando, si porterebbe alla distanza che è solito avere con i suoi compatrioti.
Questo è alla base di molti luoghi comuni che vedono gli asiatici come persone aggressive e indiscrete e gli inglesi come persone fredde, distaccate e scostanti.
Al volante molte persone trasformano la macchina in un luogo protettivo e, date le notevoli dimensioni del veicolo, lo spazio personale tende ad aumentare notevolmente. Per questo un guidatore reclama uno spazio personale che va dagli 8 ai 10m.

### Differenze culturali
Paul Ekman della university of California ha esposto un campione di fotografie ritraenti numerosi stati d'animo a ventuno soggetti di diverse culture e nazionalità. Nella maggior parte dei casi i soggetti di una stessa cultura hanno riconosciuto i medesimi stati d'animo.
Questo non vuol dire che non esistano differenze culturali; tedeschi e britannici sono abituati a non gesticolare mentre parlano. Dalle ricerche di Allan Pease condotte in quarantadue paesi è emerso che i nordamericani e i britannici sono i popoli meno sensibili culturalmente. L'84% dei nordamericani non hanno infatti il passaporto, anche George Bush ha richiesto il passaporto dopo essere diventato presidente. I britannici invece viaggiano molto ma sono reticenti ad adottare le abitudini culturali degli altri paesi, infatti si aspettano che gli altri parlino inglese e usino sempre il loro linguaggio corporeo.
L'abitudine di soffiarsi il naso con un fazzoletto è prettamente occidentale, mentre gli orientali non la adottano, limitandosi a soffiarsi soltanto il naso. L'abitudine europea è dovuta al diffondersi della tubercolosi. Questa malattia, mortale all'epoca, si diffondeva per via aerea, pertanto i governi presero provvedimenti esortando i cittadini a soffiarsi il naso con un pezzo di stoffa.
Un gesto che ha molte interpretazioni è quello del dito indice e medio alzati. Grazie a Churchill nella seconda guerra mondiale questo gesto significava vittoria se il palmo era rivolto verso l'interlocutore. Quando invece a essere rivolto verso l'interlocutore era il dorso, diventa di spregio. Il gesto risale al periodo in cui agli arcieri inglesi catturati venivano mozzate queste due dita, indispensabili per lanciare le frecce contro l'avversario. La massima vergogna per un arciere era quindi quella di avere l'indice e il medio tagliati e quindi di non essere più in grado di tirar frecce.  La “V” fu quindi usata come gesto di spregio ad indicare al nemico che gli arcieri erano ancora in grado di combattere, ed è rimasta tutt'oggi in uso.

#### Gesti comuni
Uno dei gesti più comuni è quello di scuotere la testa. I biologi evoluzionisti ritengono che sia il primo atto che il neonato apprende. Quando questo è sazio e non vuole più bere il latte materno scuote la testa a destra e a sinistra. Questo gesto, è comunemente traducibile con un “no”. Ma se questo è fatto mentre si dice una frase positiva come “che bell'idea!” oppure” concordo con te” ribalta il significato della frase perché va contro a ciò che vorremmo esprimere, sintomo che non crediamo veramente a quello che stiamo dicendo.
In molte culture il cenno del capo è un gesto di assenso. Questo è una sorta di inchino, atto di sottomissione. Ricerche condotte dalla Allan Pease sull'argomento hanno mostrato che soggetti sordi, ciechi o muti usano questo gesto per esprimere “sì”, ciò suggerisce che è un movimento innato in noi.
In India il gesto di affermazione viene fatto facendo oscillare la testa a destra e a sinistra, gesto che noi colleghiamo all'incertezza.
Un giapponese invece annuisce per dire “sì, ho seguito il discorso”, e non perché concorda con noi.
Nei paesi arabi un movimento verso l'alto significa no.
Gli inglesi per salutare usano una torsione del capo mista ad una girata di testa laterale, questo gesto deriva da un'usanza medievale. Infatti a quei tempi tenere il cappello era nella norma, il saluto veniva fatto togliendosi il cappello adottando quindi quel movimento della testa che adesso si effettua anche senza la presenza del medesimo. Questo gesto ha la stessa derivazione di quello usato anche oggi dai militari. 
Le posizioni principali del capo possono esprimere molto nel linguaggio non verbale.
- La testa dritta indica un atteggiamento neutrale nei confronti di ciò che si sta sentendo. La testa comunque sta ferma per la maggior parte della conversazione e si muove solo per annuire di tanto in tanto. Se la testa viene sollevata invece denota un atteggiamento superiore, impavido e arrogante. In questo modo si ha l'impressione di essere più alti e quindi di guardare l'interlocutore “dall'alto in basso”.
- La testa inclinata. Questo è un segnale di sottomissione perché mostra il collo, una parte fragile, all'avversario e fa al tempo stesso sembrare più piccoli e quindi meno minacciosi. Questo atto si può ricondurre al bambino che appoggia la testa sulla spalla della mamma per cercare rassicurazione. Darwin fu uno dei primi a scoprire questo movimento negli animali e nell'uomo quando si trova qualcosa di particolarmente interessante. Studi effettuati sui dipinti risalenti agli ultimi due secoli hanno mostrato che le donne venivano ritratte tre volte di più in questa posa, considerata attraente dagli uomini.
- La testa china il mento abbassato sottolinea uno stato di aggressione.

Sollevare le spalle ed abbassare la testa è un gesto che inconsciamente viene fatto per la protezione del collo viene usato generalmente in un atteggiamento di scusa o sottomissione
Esiste poi una serie di gesti chiamati gesti di distrazione. Questi gesti vengono fatti da persone di parere contrario rispetto a voi e che non lo vogliano palesare.  Di solito si manifestano guardando verso il basso o in direzione diversa rispetto ai presenti e compiendo movimenti ripetitivi o banali come levarsi dei peli dalla giacca o dei granelli immaginari.
Molti animali, per sembrare più grandi, usano alzare il pelo, arruffare le piume o gonfiarsi d'acqua, l'uomo glabro usa invece mettere le mani sui fianchi. Questo gesto si vede comunemente negli atleti prima di una gara, in un bambino che protesta con il genitore o comunque da qualsiasi altro soggetto che voglia comunicare agli altri che si è pronti ad agire.

## Imitazione
Quando incontriamo uno sconosciuto nei primi minuti che lo guardiamo tendiamo, involontariamente, a studiarne i movimenti del corpo e a vedere se ci rispecchiano. Poi lentamente li imitiamo per instaurare una forma di legame con quest'ultimo.
La più comune di queste forme è lo sbadiglio che induce tutti i presenti a imitarlo. Delle volte basta anche l'accenno di esso per scatenarne una cascata. Un tempo si riteneva che esso servisse soltanto a iperossigenare il corpo, ma adesso si sa anche che è una comune forma di imitazione, fra l'altro anche usata dai primati.
L'essere sincronizzati fa stabilire all'individuo della massa un senso di sicurezza.
Studi di Heinrich della University of Michigan hanno scoperto che queste imitazioni sono insite nel nostro cervello. Grazie alla collaborazione riusciamo ad ottenere cibo, migliorare le nostre condizioni di salute e favorire lo sviluppo della nostra comunità. Questo atto è così importante che ci spinge a copiare persino la dilatazione delle narici, il battito delle palpebre e lo spostamento degli occhi. 
Quando due persone stanno insieme per un lungo tempo con un buon rapporto interpersonale, possono addirittura finire per somigliarsi, questo accade perché l'uno imita continuamente l'altro andando a sollecitare gli stessi muscoli facciali.
John Gottman, psicologo della University of Washington a Seattle, nel 2000 ha scoperto che un matrimonio ha una maggior probabilità di fallire quando un partner non imita l'altro e quando manifesta espressioni di disprezzo. Questo andrebbe ad influenzare negativamente il partner sereno della coppia.
Dalle ricerche condotte da Allan Pease emerge che è il leader a determinare le posizioni da assumere, e che queste vengano attuate dai subalterni in ordine di importanza.

## Sigarette, trucco e occhiali
Quasi ogni oggetto fa compiere alla persona una serie di movimenti rivelatori del suo carattere.
Fumare è un atto più di turbamento che di vero e proprio bisogno di nicotina. Il fumatore nella sigaretta cerca sicurezza. 
A seconda di come l'uomo espira il fumo si può dedurre lo stato d'animo, positivo se il fumo viene emesso verso l'alto, negativo se viene espirato verso il basso.
Quasi ogni oggetto portato alla bocca rievoca sicurezza, fra questi anche la stanghetta degli occhiali.
Allan Pease ha effettuato degli studi su persone a cui sono state mostrate fotografie di uomini e donne con occhiali. È emerso che quando un soggetto porta gli occhiali in ambito lavorativo viene valutato come attento, intelligente, conservatore, colto e sincero. Queste descrizioni erano correlate con lo spessore della montatura, tanto era più spessa tanto venivano descritti con aggettivi positivi.
Un altro test condotto da Pease era quello di chiamare quattro hostess molto simili tra loro per vendere del materiale didattico. La prima è stata truccata e ha indossato gli occhiali, la seconda è stata truccata ma non portava gli occhiali, la terza portava gli occhiali ma era struccata mentre l'ultima non portava né gli occhiali né il trucco. Dopo aver parlato sei minuti con i clienti questi venivano intervistati sul servizio svolto da queste, chiedendo aggettivi per descriverle. La prima signorina è stata descritta come sicura, intelligente, sofisticata e cordiale, la seconda è stata considerata positivamente nell'aspetto e nell'esposizione del prodotto ma meno capace nell'ascolto e nella gestione del cliente. 
Le ultime hanno ricevuto la valutazione peggiore, in questo caso la presenza degli occhiali è stata irrilevante.
Il trucco per una donna può dare connotati positivi purché non sia eccessivamente pesante; in tal caso la donna non verrebbe più vista in modo professionale ma sfocerebbe nell'ambito sentimentale perdendo di credibilità.

## Corteggiamento
Albert Scheflen, autore di Body Language and Social Order, ha scoperto che quando una persona entra in contatto con un'altra da cui è attratta avvengono nel corpo una serie di reazioni fisiologiche. Il tono muscolare aumenta, i gonfiori sul viso diminuiscono, il petto viene spinto all'infuori, si assume una postura eretta e il ventre viene retratto. Tutte e due i sessi camminano con un passo più spedito per mostrare la loro muscolatura.
Il processo di attrazione viene suddiviso in cinque passi, questo avviene nell'uomo come nell'animale.
1. Il contatto visivo: La donna individua un ipotetico partner e inizia a guardarlo per qualche secondo, abbassando subito dopo lo sguardo. Questo processo continua finché non viene notata, poi il maschio, accorgendosi di lei, osserva se essa ripete il gesto.
2. Il sorriso : Lei gli restituisce il sorriso.
3. Il pavoneggiamento : Lei si mette in mostra drizzando la schiena per evidenziare il gesto, incrociando le gambe per evidenziarle ed espone il collo inclinando la testa da un lato. L'uomo si porrà in posizione eretta, ritraendo il ventre. I piedi di entrambi saranno orientati verso l'altro.
4. Il dialogo : Lui si avvicinerà a lei e inizierà la conversazione.
5. Il contatto fisico : Lei “inavvertitamente” gli toccherà il braccio creando così un rapporto più intimo. Esso viene ripetuto per vedere se è gradito.

## Altezza e segnali di proprietà
Ci appoggiamo ad oggetti per affermare il nostro possesso, ovvero facciamo capire che questo o quello ci appartiene come avvertimento. Quando tocchiamo un oggetto esso diventa estensione del nostro corpo. Per questo quando vediamo una persona toccare oggetti nostri siamo intimoriti e infastiditi (tecnica usata dai poliziotti). 
L'inchino è sempre stato un modo per capire chi comandava, più l'inchino era profondo più la persona a cui era rivolto era importante. Non a caso si usano termini come “altezza reale”, “ceti bassi”, “basso livello”. In un comizio il pubblico sta in piedi in platea e l'oratore si porta su un palco o su una qualsiasi cosa lo metta ad un livello più alto rispetto agli altri.
Molti gesti del passato derivano da questo abbassarsi per dare importanza alle persone, fra questi ricordiamo il cappello alzato per salutare, gesto che porta l'uomo a “rimpicciolirsi”. Nelle religioni dell'antica Grecia gli dei erano nel monte Olimpo o nelle religioni nordiche nel Valhalla, tutti posti decisamente in alto.
Il linguaggio non verbale è sempre esistito ma solo recentemente, fine del ventesimo secolo,  è stato studiato in modo approfondito. Talvolta esso ci rivela molto più di una persona che una lunga conversazione. Può aiutarci ad evitare situazioni imbarazzanti e a farci capire se il nostro interlocutore è realmente interessato a noi oppure ci ascolti solo perché è il nostro subordinato.